# Eddie Lucas
Pour les articles homonymes, voir Lucas.
Eddie Lucas, né le 14 avril 1975, à Groton, au Connecticut, est un ancien joueur américain de basket-ball. Il évolue aux postes d'arrière et d'ailier.